# Угловський район
Угло́вський район (рос. Угловский район) — район у складі Алтайського краю Російської Федерації.
Адміністративний центр — село Угловське.

## Історія
Район утворений 1924 року.
1933 року район був ліквідований, до Волчихинського району відійшли Борокособулатська, Корміхинська, Ново-Михайловська, Озерно-Кузнецовська, Павловська, Угловська та Шадрухинська сільради, до складу Рубцовського району — Кругловська, Лаптєвська та Тополевська сільради. Пізніше район був відновлений.

## Населення
Населення — 11987 осіб (2019; 13888 в 2010, 16073 у 2002).

## Адміністративний поділ
Район адміністративно поділяється на 7 сільських поселень (сільрад):
| Поселення                         | Площа, км² | Населення, осіб (2002) | Населення, осіб (2010) | Населення, осіб (2019) | Центр            | Населені пункти |
| --------------------------------- | ---------- | ---------------------- | ---------------------- | ---------------------- | ---------------- | --------------- |
| Круглянська сільська рада         | 476,25     | 1243                   | 1068                   | 933                    | Кругле           | 3               |
| Лаптєвська сільська рада          | 604,28     | 2320                   | 1721                   | 1264                   | Лаптєв Лог       | 5               |
| Озерно-Кузнецовська сільська рада | 455,82     | 1731                   | 1590                   | 1332                   | Озерно-Кузнецово | 2               |
| Павловська сільська рада          | 519,18     | 1473                   | 1246                   | 1037                   | Павловка         | 2               |
| Симоновська сільська рада         | 686,29     | 1199                   | 1056                   | 828                    | Симоново         | 4               |
| Тополинська сільська рада         | 439,76     | 1113                   | 1063                   | 907                    | Топольне         | 2               |
| Угловська сільська рада           | 527,12     | 6994                   | 6144                   | 5686                   | Угловське        | 6               |

- 2013 року ліквідована Наумовська сільська рада, територія увійшла до складу Лаптєвської сільської ради[5].
- 2015 року ліквідовані Мирненська сільська рада та Шадрухинська сільська рада, території увійшли до складу Угловської сільської ради[6].

## Найбільші населені пункти
Нижче подано список населених пунктів з чисельністю населенням понад 1000 осіб:
| № | Населений пункт  | Населення, осіб (2002) | Населення, осіб (2010) |
| - | ---------------- | ---------------------- | ---------------------- |
| 1 | Угловське        | 4781                   | 4368                   |
| 2 | Озерно-Кузнецово | 1355                   | 1270                   |
| 3 | Павловка         | 1236                   | 1058                   |